# Tymoteusz III
Tymoteusz III – monofizycki patriarcha Aleksandrii w latach 517–535, popierany przez żonę Justyniana i Teodorę. Udzielał schronienia prześladowanym monofizytom. Był jednym patriarchą dla monofizytów i ich przeciwników. Według numeracji prawosławnych znany jest jako Tymoteusz IV.